# Carl Forsstrand
Carl Wilhelm Forsstrand, född 31 juli 1854 i Stockholm, död 2 december 1928 i Nacka, var en svensk zoolog och författare.
Han var son till hovintendenten Johan Fredrik Forsstrand och Sophie Malmberg. Åren 1863–73 var han elev vid Stockholms Lyceum och tog mogenhetsexamen där. Samma år inskrevs han som student vid Uppsala universitet, där han blev filosofie kandidat 1881, filosofie licentiat 1885 och filosofie doktor 1886 på en zoologisk avhandling.
Sedermera blev Forsstrand i tur och ordning extra ordinarie amanuens vid Uppsala universitets zoologiska museum och Stockholms högskolas zoologiska institut, tjänstgjorde vid Uppsala universitetsbibliotek (1884–1886) och Kungliga biblioteket (1886–1892) samt var sekreterare vid ståthållareämbetet på Stockholms slott 1890–1892.
Forsstrand deltog även i Adolf Erik Nordenskiölds expedition till Grönland 1883 och företog som Vegastipendiat en forskningsfärd till Bermudas, USA och Kanada 1889.
Han var anställd vid Svenska Dagbladet 1898–1925, redaktör för SvD:s Vinterbloss samt ledamot av Svenska Linnésällskapet från begynnelsen och redigerade 1920–28 Svenska Linnesällskapets årsskrift. Han har även gett ut ett tjugotal publikationer.
I Statens porträttsamling på Gripsholms slott återfinns en bröstbild i tusch av Forsstrand utförd av Hilding Nyman.